# Exopalpus demoticoides
Exopalpus demoticoides là một loài ruồi trong họ Tachinidae.